# Phisis willemsei
Phisis willemsei är en insektsart som beskrevs av Kevan, D.K.M. 1987. Phisis willemsei ingår i släktet Phisis och familjen vårtbitare. Inga underarter finns listade i Catalogue of Life.